# Hexenhäusel

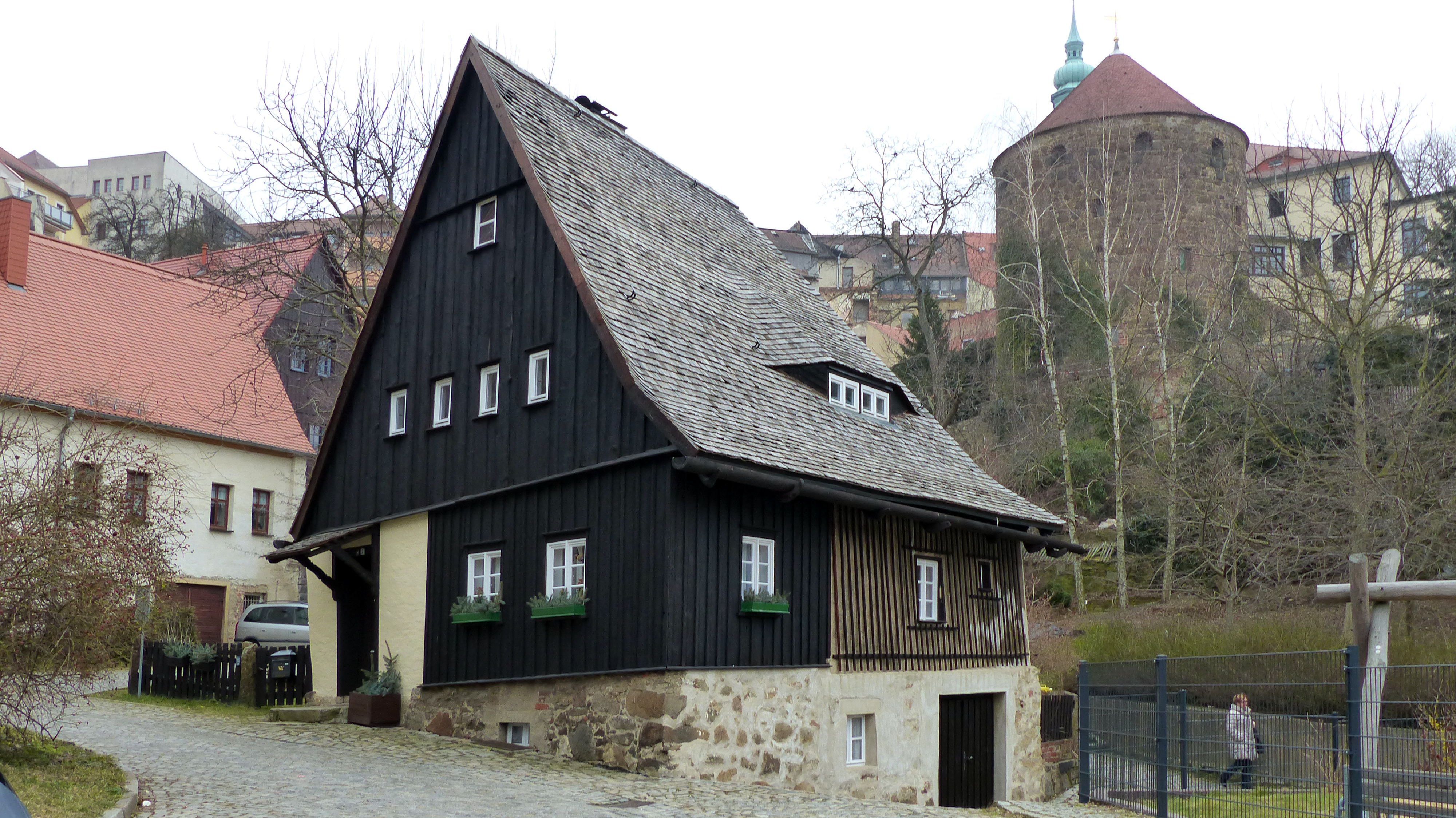
Hexenhäusel (2015)

Das Hexenhäusel (auch Hexenhäuschen oder Hexenhäusl; sorbisch Wjerina chěžka) ist eines der ältesten Wohnhäuser der Stadt Bautzen.

## Geschichte
Das ehemalige Fischerhaus wurde vor 1604 erbaut und überdauerte den großen Stadtbrand von 1634, der für die Stadt Bautzen große Schäden mit sich brachte. Auch allen folgenden Bränden und Kriegen hielt es stand. Noch heute hat es alte Schindeln (aus Holz) auf dem Dach und hölzerne Dachrinnen. Das bei allen Bautznern bekannte Haus steht im Eigentum der Bautzener Wohnungsbaugesellschaft mbH.
Laut einer Erzählung aus dem Volksmund soll das Haus allen Feuern standgehalten haben, weil es durch den Feuersegen einer Zigeunerin geschützt wurde. Aber auch die recht eigenwillige Form dürfte wohl zu dem Namen beigetragen haben.
Bekannt wurde es vor allem durch viele Postkarten, welche um 1900 herum hergestellt wurden. Eine Rekonstruktion des Hauses wurde 1959/60 durchgeführt. Das Haus steht unter Denkmalschutz. Seit Dezember 2023 wird es als Museum genutzt (Öffnungszeiten: jeden 1. und 3. Sonntag von 13–17 Uhr).
Blickt man von der Friedensbrücke in die Altstadt, sieht man das Hexenhäusel im Spreetal unterhalb der Mönchsbastei und der Alten Wasserkunst.

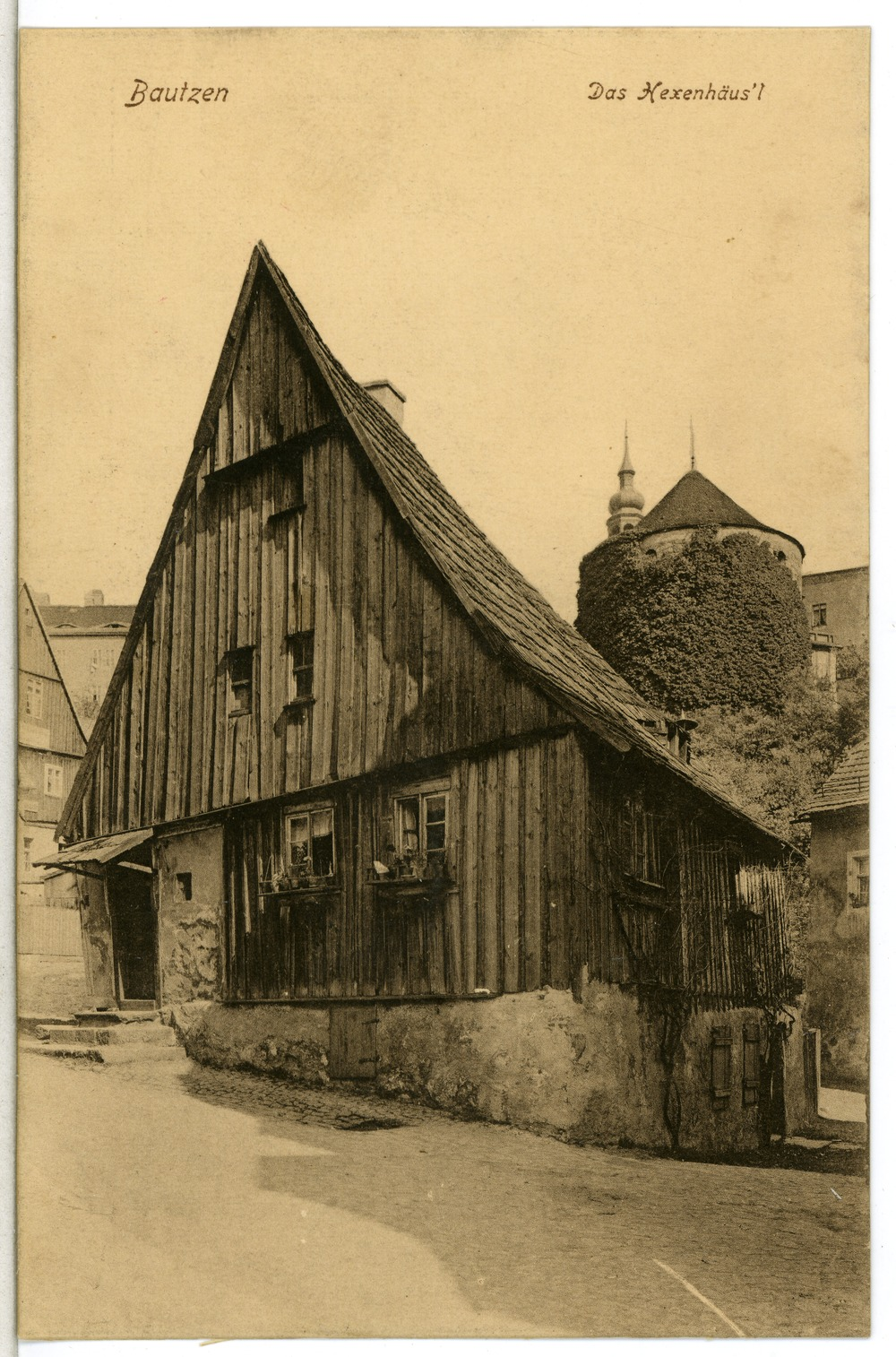
Hexenhäusel (1911)
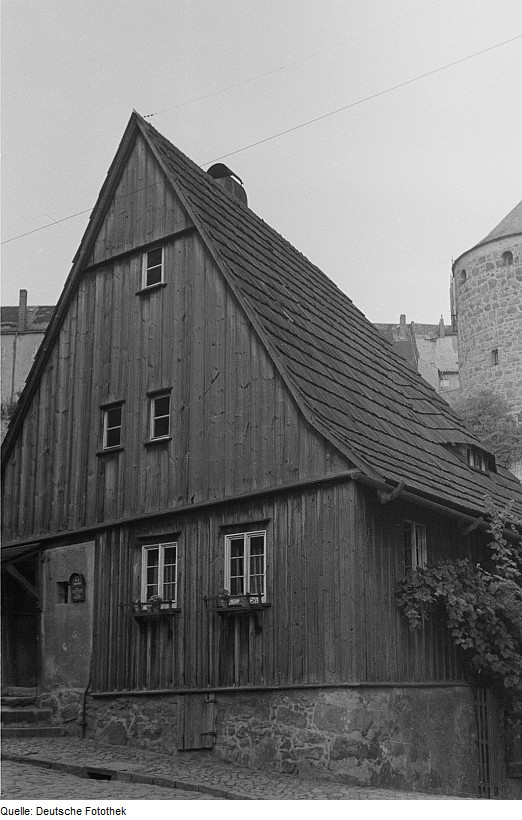
Aufnahme von 1950 (vor der Rekonstruktion)
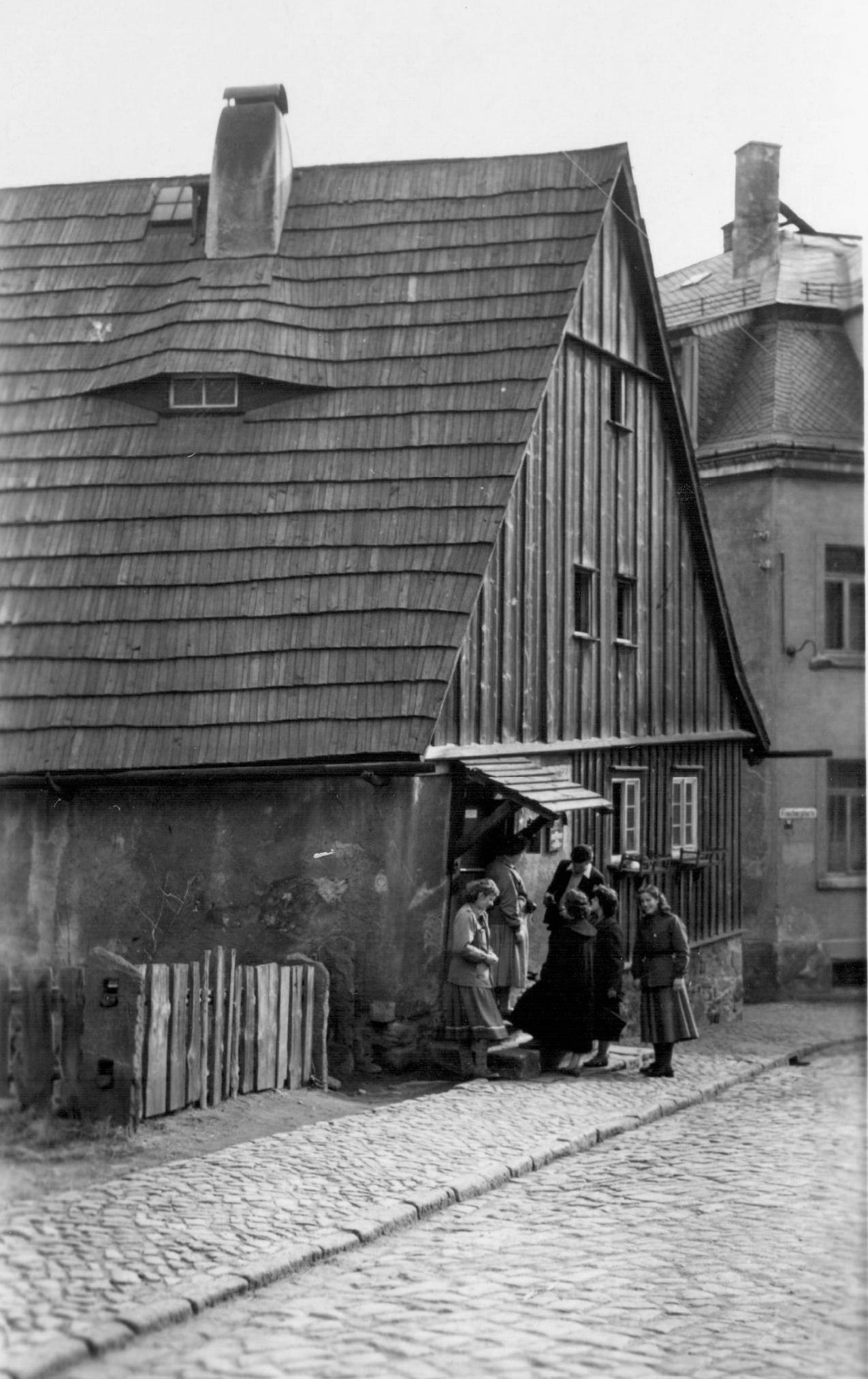
Aufnahme von 1954 mit Nachbarbebauung